# NWA World Women's Championship
L'NWA World Women's Championship è il titolo più importante per la categoria femminile della federazione National Wrestling Alliance, detenuto per la prima volta da Mildred Burke nel 1950.

## Storia
La campionessa inaugurale fu Mildred Burke, nel 1950. Dopo che un suo incontro con June Byers terminò in no-contest, la NWA riconobbe la Byers come campionessa, ma la Burke non riconobbe il cambio di titolo: la sua versione del titolo diede vita al WWWA World Championship, del quale sarà campionessa inaugurale. Al ritiro della Byers, il titolo fu riassegnato in un torneo che fu vinto da The Fabulous Moolah nel settembre 1956.
Nel 1983 la cintura fu venduta da Moolah alla World Wrestling Federation, dove il titolo divenne il WWF Women's Championship. La WWF riconobbe la Moolah come campionessa in carica, non riconoscendo però alcun cambio di titolo precedente dalla sua vittoria del 1956. La NWA in risposta istituì un nuovo titolo massimo, mantenendo tuttavia l'albo d'oro di quello venduto alla WWF.
Fabulous Moolah detiene il record di regni con quattro, il record di regno più lungo con 3.651 giorni e quello di campionessa più anziana, avendo vinto il titolo a 55 anni.

## Albo d'oro
| #  | Campionessa           | Regno | Data              | Giorni    | Località                            | Evento                        | Note | Fonti  |
| -- | --------------------- | ----- | ----------------- | --------- | ----------------------------------- | ----------------------------- | --- | ------ |
| 1  | Mildred Burke         | 1     | 1950              | --        | N/D                                 | House show                    | La Burke sconfisse Clara Mortensen l'11 febbraio 1937, ottenendo la versione originale del Women World's Championship. Grazie a questa vittoria fu riconosciuta dalla NWA come campionessa inaugurale nel 1950. | [ 2 ]  |
| 2  | June Byers            | 1     | 20 agosto 1954    | --        | Atlanta, Georgia                    | House show                    | La Byers affrontò la Burke in un incontro per il titolo al meglio dei tre schienamenti. L'arbitro interruppe l'incontro dopo il secondo schienamento, dichiarando la Byers vincitrice. La Burke non riconobbe il cambio di titolo e diede vita al WWWA World Championship, continuando a riconoscersi come campionessa mondiale. | [ 4 ]  |
| -  | Vacante               | -     | 1956~1964         | --        | --                                  | --                            | Nel 1956 i territori NWA di New York, New Jersey e Baltimora (guidati da Vince McMahon Sr.) smisero di riconoscere la Byers come campionessa, la quale però continuò ad essere riconosciuta dalla maggioranza dei territori NWA fino al suo ritiro nel 1964.                                                                     | [ 5 ]  |
| 3  | The Fabulous Moolah   | 1     | 18 settembre 1956 | 3.651     | Baltimora, Maryland                 | House show                    | Vincendo una battle royal a 13 partecipanti per riassegnare il titolo. Il regno non fu pienamente riconosciuto dalla NWA fino al 1964. Alcuni territori NWA, al ritiro della Byers, riconobbero per un breve periodo come campionessa Penny Banner, al tempo detentrice dell'AWA World Women's Championship                      | [ 6 ]  |
| 4  | Bette Boucher         | 1     | 17 settembre 1966 | 16        | Seattle, Washington                 | House show                    | | [ 5 ]  |
| 5  | The Fabulous Moolah   | 2     | 3 ottobre 1966    | 524       | Vancouver, Columbia Britannica      | House show                    | | [ 5 ]  |
| 6  | Yukiko Tomoe          | 1     | 10 marzo 1968     | 23        | Osaka, Giappone                     | House show                    | | [ 5 ]  |
| 7  | The Fabulous Moolah   | 3     | 2 aprile 1968     | 3.841     | Hamamatsu, Shizuoka                 | House show                    | | [ 5 ]  |
| 8  | Evelyn Stevens        | 1     | 8 ottobre 1978    | 1         | Dallas, Texas                       | House show                    | | [ 5 ]  |
| 9  | The Fabulous Moolah   | 4     | 9 ottobre 1978    | 1.909     | Fort Worth, Texas                   | House show                    | | [ 5 ]  |
| -  | Vacante               | -     | 31 dicembre 1983  | --        | --                                  | --                            | La World Wrestling Federation si ritirò dalla NWA nel 1983, e Moolah vendette il titolo alla WWF. La WWF riconosce Moolah come campionessa ma non i regni precedenti, creando il WWF Women's Championship. | [ 5 ]  |
| 10 | Debbie Combs          | 1     | 12 febbraio 1986  | --        | Honolulu, Hawaii                    | House show                    | Vincendo una battle royal a 9 partecipanti per riassegnare il titolo. |        |
| -  | Vacante               | -     | 1987              | --        | --                                  | --                            | Il titolo fu reso vacante quando la promozione di Kansas City si ritirò dalla NWA |        |
| 11 | Debbie Combs          | 2     | 10 aprile 1987    | --        | Kansas City, Missouri               | House show                    | La Combs ha sconfitto Penny Mitchell per il titolo vacante. | [ 5 ]  |
| 12 | Bambi                 | 1     | 1994              | --        | --                                  | --                            | |        |
| 13 | Peggy Lee Leather     | 1     | 1994              | --        | --                                  | --                            | |        |
| 14 | Bambi                 | 2     | 26 luglio 1994    | --        | East Ridge, Tennessee               | NWA TV                        | |        |
| 15 | Malia Hosaka          | 1     | 9 maggio 1996     | 1         | Johnson City, Tennessee             | --                            | | [ 5 ]  |
| 16 | Debbie Combs          | 3     | 10 maggio 1996    | 144 ~ 174 | Fall Branch, Tennessee              | House show                    | La durata del regno è incerta, in quanto non è stabilito quando la Combs ha reso vacante il titolo. | [ 5 ]  |
| -  | Vacante               | -     | Ottobre 1996      | --        | --                                  | --                            | La NWA ha revocato il titolo alla Combs | [ 5 ]  |
| 17 | Strawberry Fields     | 1     | 14 ottobre 2000   | 18 ~ 47   | Nashville, Tennessee                | 52º Anniversario              | La Fields ha sconfitto Leilani Kai per il titolo vacante. La durata del regno è incerta, in quanto non è chiaro quando la Fields ha reso vacante il titolo. | [ 5 ]  |
| -  | Vacante               | -     | Novembre 2000     | --        | --                                  | --                            | La Fields è stata costretta a rendere il titolo vacante in seguito ad un infortunio. | [ 5 ]  |
| 18 | Madison               | 1     | 23 agosto 2002    | 64        | Surrey, Columbia Britannica         | House show                    | La Madison ha sconfitto Bam Bam Bambi per il titolo vacante. | [ 5 ]  |
| 19 | Char Starr            | 1     | 26 ottobre 2002   | 41        | Corpus Christi, Texas               | 54º Anniversario              | | [ 5 ]  |
| 20 | Madison               | 2     | 6 dicembre 2002   | 96        | Port Coquitlam, Columbia Britannica | House show                    | | [ 5 ]  |
| 21 | Patty Stone Grinder   | 1     | 12 marzo 2003     | 465       | Nashville, Tennessee                | PPV settimanale della NWA:TNA | | [ 11 ] |
| -  | Vacante               | -     | 19 giugno 2004    | --        | --                                  | --                            | Il titolo è stato revocato alla Kai per mancata difesa | [ 5 ]  |
| 22 | Kiley McLean          | 1     | 19 giugno 2004    | 308       | Richmond, Virginia                  | House show                    | La McLean ha sconfitto Kameo per il titolo vacante | [ 5 ]  |
| 23 | Lexie Fyfe            | 1     | 23 aprile 2005    | 168       | Richmond, Virginia                  | House show                    | | [ 5 ]  |
| 24 | Christie Ricci        | 1     | 8 ottobre 2005    | 476       | Nashville, Tennessee                | 57º Anniversario              | In un 3-way che comprendeva anche Tasha Simone | [ 5 ]  |
| 25 | MsChif                | 1     | 27 gennaio 2007   | 98        | Lebanon, Tennessee                  | House show                    | | [ 5 ]  |
| 26 | Amazing King          | 1     | 5 maggio 2007     | 358       | Streamwood, Illinois                | House show                    | | [ 5 ]  |
| 27 | MsChif                | 2     | 27 aprile 2008    | 818       | Cape Girardeau, Missouri            | House Show                    | | [ 5 ]  |
| 28 | Tasha Simone          | 1     | 24 luglio 2010    | 70        | Lebanon, Tennessee                  | House Show                    | | [ 12 ] |
| 29 | La Reina de Corazones | 1     | 2 ottobre 2010    | 35        | Altus, Oklahoma                     | House show                    | | [ 13 ] |
| -  | Vacante               | -     | 6 novembre 2010   | --        | Lebanon, Tennessee                  | House show                    | Il titolo è stato revocato alla Reina de Corazones per mancata difesa |        |
| 30 | Tasha Simone          | 2     | 6 novembre 2010   | 365       | Lebanon, Tennessee                  | House show                    | La Simone ha sconfitto Rachel per il titolo vacante. |        |
| 31 | Tiffany Roxx          | 1     | 6 novembre 2011   | 49        | Lebanon, Tennessee                  | House show                    | In un No-Disqualification match | [ 14 ] |
| 32 | Tasha Simone          | 3     | 25 dicembre 2011  | 300       | Lebanon, Tennessee                  | House show                    | In uno Steel Cage match |        |
| 33 | Kacee Carlisle        | 1     | 20 ottobre 2012   | 462       | Lebanon, Tennessee                  | House show                    | | [ 15 ] |
| 34 | Barbi Hayden          | 1     | 25 gennaio 2014   | 378       | Cypress, Texas                      | House show                    | | [ 16 ] |
| 35 | Santana Garrett       | 1     | 7 febbraio 2015   | 314       | Plant City, Florida                 | House show                    | | [ 17 ] |
| 36 | Amber Gallows         | 1     | 18 dicembre 2015  | 273       | Sherman, Texas                      | House show                    | In un 4-way match che includeva anche Bree Ann e Nikki Knight | [ 18 ] |
| 37 | Jazz                  | 1     | 16 settembre 2016 | 948       | Sherman, Texas                      | House show                    | In un 3-way match che includeva anche Christi Jaynes | [ 19 ] |
| -  | Vacante               | -     | 22 aprile 2019    | --        | --                                  | --                            | Jazz ha reso vacante il titolo per motivi di salute | [ 20 ] |
| 38 | Allysin Kay           | 1     | 27 aprile 2019    | 272       | Concord, North Carolina             | Crockett Cup                  | La Kay ha sconfitto Santana Garrett per il titolo vacante | [ 21 ] |
| 39 | Thunder Rosa          | 1     | 24 gennaio 2020   | 277       | Atlanta, Georgia                    | Hard Times                    | | [ 22 ] |
| 40 | Serena Deeb           | 1     | 27 ottobre 2020   | 222       | Long Beach, California              | UWN Primetime Live            | | [ 23 ] |
| 41 | Kamille               | 1     | 6 giugno 2021     | 812       | Atlanta, Georgia                    | When our Shadows Fall         | | [ 24 ] |
| 42 | Kenzie Paige          | 1     | 27 agosto 2023    | 720       | St. Louis, Missouri                 | 75º Anniversario              | |        |
| 43 | Natalia Markova       | 1     | 16 agosto 2025    | 4+        | Huntington, New York                | 77º Anniversario              | | [ 25 ] |